# تیم منتخب فوتبال سده ۲۰
تیم منتخب فوتبال سده ۲۰ تیمی است که در سال ۱۹۹۸ میلادی متشکل از یک دروازه‌بان، چهار مدافع، سه هافبک و سه مهاجم که توسط روزنامه‌نگاران ورزشی انتخاب شده‌اند.

## ترکیب
| پست       | اسم                | حضور در تیم ملی                     | فعالیت حرفه‌ای در باشگاه | رتبه در مجله ورلد ساکر | افتخارات |
| --------- | ------------------ | ----------------------------------- | --- | ---------------------- | --- |
| دروازه‌بان | لو یاشین           | شوروی (۱۹۵۴–۱۹۷۰)                   | دینامو مسکو (۱۹۴۹–۱۹۷۱) | ۱۱                     | توپ طلای اروپا (۱۹۶۳)، برندگان سالگرد یوفا (روسیه) حضور در تیم منتخب جام‌های جهانی (۱۹۵۸) |
| مدافع     | کارلوس آلبرتو تورس | برزیل (۱۹۶۴–۱۹۷۷)                   | فلومیننزه (۱۹۶۳–۱۹۶۶, ۱۹۷۴–۱۹۷۷) سانتوس (۱۹۶۶–۱۹۷۴) فلامینگو (۱۹۷۷) نیویورک کوسموس (۱۹۷۷–۱۹۸۰، ۱۹۸۲) کالیفرنیا سارف (۱۹۸۱)                          | --                     | فیفا ۱۰۰ حضور در تیم منتخب جام‌های جهانی (۱۹۷۰) |
| مدافع     | فرانس بکن‌باوئر     | آلمان (۱۹۶۵–۱۹۷۷)                   | بایرن مونیخ (۱۹۶۵–۱۹۷۷) نیویورک کوسموس (۱۹۷۷–۱۹۸۰، ۱۹۸۳) هامبورگ (۱۹۸۰–۱۹۸۲)                                                                        | ۴                      | توپ طلای اروپا (۱۹۷۲، ۱۹۷۶) حضور در تیم منتخب جام‌های جهانی (۱۹۶۶، ۱۹۷۰، ۱۹۷۴) فیفا ۱۰۰ |
| مدافع     | بابی مور           | انگلستان (۱۹۶۲–۱۹۷۳)                | وستهام یونایتد (۱۹۵۸–۱۹۷۴) فولهام (۱۹۷۴–۱۹۷۷) سان آنتونیو تاندر (۱۹۷۷) سیاتل سوندرز (۱۹۷۸)                                                          | ۱۴                     | برندگان سالگرد یوفا (انگلستان) حضور در تیم منتخب جام‌های جهانی (۱۹۶۶) |
| مدافع     | نیلتون سانتوس      | برزیل (۱۹۴۹–۱۹۶۳)                   | بوتافوگو (۱۹۴۹–۱۹۶۵) | --                     | حضور در تیم منتخب جام‌های جهانی (۱۹۵۸) فیفا ۱۰۰ |
| هافبک     | یوهان کرایف        | هلند (۱۹۶۶–۱۹۷۸)                    | آژاکس (۱۹۶۴–۱۹۷۳, ۱۹۸۱–۱۹۸۳) بارسلونا (۱۹۷۳–۱۹۷۸) لس آنجلس آزتکس (۱۹۷۹) واشینگتن دیپلوماتس (۱۹۸۰–۱۹۸۱) لوانته (۱۹۸۱) فاینورد (۱۹۸۳–۱۹۸۴)            | ۳                      | توپ طلای اروپا (۱۹۷۱، ۱۹۷۳، ۱۹۷۴)، برندگان سالگرد یوفا (هلند) حضور در تیم منتخب جام‌های جهانی (۱۹۷۴) فیفا ۱۰۰ |
| هافبک     | آلفردو دی استفانو  | آرژانتین (۱۹۴۷) اسپانیا (۱۹۵۷–۱۹۶۱) | ریور پلاته (۱۹۴۳–۱۹۴۵, ۱۹۴۷–۱۹۴۹) اتلتیکو هوراکان (۱۹۴۶–۱۹۴۷) میلوناریوس (۱۹۴۹–۱۹۵۳) رئال مادرید (۱۹۵۳–۱۹۶۴) اسپانیول (۱۹۶۴–۱۹۶۶)                   | ۶                      | توپ طلای اروپا (۱۹۵۷، ۱۹۵۹)، برندگان سالگرد یوفا (اسپانیا) فیفا ۱۰۰، |
| هافبک     | میشل پلاتینی       | فرانسه (۱۹۷۶–۱۹۸۷)                  | نانسی (۱۹۷۲–۱۹۷۹) سن‌اتین (۱۹۷۹–۱۹۸۲) یوونتوس (۱۹۸۲–۱۹۸۷)                                                                                            | ۵                      | توپ طلای اروپا (۱۹۸۳، ۱۹۸۴، ۱۹۸۵)، Onze d'Or (۱۹۸۳، ۱۹۸۴، ۱۹۸۵) حضور در تیم منتخب جام‌های جهانی (۱۹۸۲، ۱۹۸۶) بازیکن سال مجله ورلد ساکر (۱۹۸۴، ۱۹۸۵) فیفا ۱۰۰                                                        |
| مهاجم     | گارینشا            | برزیل (۱۹۵۵–۱۹۶۶)                   | بوتافوگو (۱۹۵۳–۱۹۶۵) کورینتیانس (۱۹۶۶) اتلتیکو جونیور (۱۹۶۸) فلامینگو (۱۹۶۸–۱۹۶۹) اولاریا (۱۹۷۲)                                                    | ۲۰                     | برنده کفش طلایی فیفا (۱۹۶۲)، حضور در تیم منتخب جام‌های جهانی (۱۹۸۵, ۱۹۶۲) |
| مهاجم     | دیگو مارادونا      | آرژانتین (۱۹۷۷–۱۹۹۴)                | آرژانتینیوس جونیورز (۱۹۷۶–۱۹۸۱) بوکا جونیورز (۱۹۸۱–۱۹۸۲, ۱۹۹۵–۱۹۹۷) بارسلونا (۱۹۸۲–۱۹۸۴) ناپولی (۱۹۸۴–۱۹۹۱) سویا (۱۹۹۲–۱۹۹۳) نیولدز الد بویز (۱۹۹۳) | ۲                      | Onze d'Or (۱۹۸۶، ۱۹۸۷)، بازیکن فوتبال سال آمریکای جنوبی (۱۹۷۹، ۱۹۸۰) برنده توپ طلای فیفا (۱۹۸۶)، برنده توپ برنز فیفا (۱۹۹۰)، حضور در تیم منتخب جام‌های جهانی (۱۹۸۶، ۱۹۹۰) بازیکن سال مجله ورلد ساکر (۱۹۸۶) فیفا ۱۰۰ |
| مهاجم     | پله                | برزیل (۱۹۵۶–۱۹۷۱)                   | سانتوس (۱۹۵۶–۱۹۷۴) نیویورک کوسموس (۱۹۷۵–۱۹۷۷) | ۱                      | بازیکن فوتبال سال آمریکای جنوبی (۱۹۷۳) حضور در تیم منتخب جام‌های جهانی (۱۹۵۸، ۱۹۷۰) فیفا ۱۰۰ |

## توضیحات
1. 1 2 3 4 5 6 7 8 9  The constitution of the all-star team for each جام جهانی فوتبال contested prior to 1998 was determined by a panel of journalists concomitant to the selection of the all-star team for the latter year's World Cup; all-star teams were selected contemporaneously only in 1998 and thereafter.
2. 1 2 3  To be considered for selection to the فیفا ۱۰۰, a player must have been living upon the team's selection in February 2004 and announcement on 4 March 2004; لو یاشین، بابی مور،  and گارینشا،  consequently, were ineligible for selection.